# 남악사
남악사(南岳祠)는 대한민국 전라남도 구례군 마산면 화엄사에 있는, 삼국시대부터 국민의 평화 및 질서유지와 풍년을 기원하는 지리산 신제를 모신 곳이다. 1984년 2월 29일 전라남도의 문화재자료 제36호로 지정되었다.

## 개요
남악은 신라시대 지리산을 일컫는 것으로 남악사는 삼국시대부터 국민의 평화 및 질서유지와 풍년을 기원하는 지리산 신제를 모신 곳이다.
삼국시대에는 천왕봉에서 제사를 지냈으며 고려 때에 천왕봉에서 노고단으로 옮겼다. 조선 세조 2년(1456)에는 갈뫼봉 북쪽 내산면 좌사리 당동이란 곳에서 제를 올렸다. 기록에 따르면 ‘해마다 봄과 가을, 설날에 왕명으로 제사를 올렸으며, 재난이 있을 경우에는 별도로 제를 올리기도 하였다.’고 한다.
원래는 3칸 뿐이었으나 영조 13년(1737) 여러 건물을 추가로 마련하였고, 폐사되었다가 1969년 화엄사 자장암 옆에 10여평 규모로 새로 세워 오늘에 이르고 있다.
현재는 ‘구례군민의 날’에 약수제로 변형되어 행하고 있으며, 건물은 앞면 3칸·옆면 2칸 규모로 지붕은 옆면에서 볼 때 사람 인(人)자 모양을 한 맞배지붕으로 꾸몄다.

## 참고 문헌
- 남악사 - 국가유산청 국가유산포털